# Diotrephes atriventris
Diotrephes atriventris là một loài ruồi trong họ Tachinidae.